# Vlag van Sierra Leone

Vlag van Sierra Leone (ratio 2:3)

Oorlogsvlag ter zee

De vlag van Sierra Leone werd officieel aangenomen op 27 april 1961. De vlag is een driekleur van groen, wit en blauw. Het groen staat voor de landbouw, bergen en natuurlijke grondstoffen. Het blauw staat voor de hoop dat de natuurlijke haven in Freetown mee zal helpen aan de vrede in de wereld, en het wit staat voor eenheid en gerechtigheid.

## Geschiedenis
De Britten arriveerden voor het eerst in het huidige Sierra Leone in 1787, toen filantropen en abolitionisten 52 vierkante kilometer land in de buurt van Bunce Island verwierven voor bevrijde slaven. De plaats van de nederzetting is waar nu Freetown ligt. Het werd een kroonkolonie van het Verenigd Koninkrijk binnen zijn koloniale rijk in 1808, Kolonie Sierra Leone. Onder koloniale heerschappij gebruikte Sierra Leone de Britse Blauw vaandel en markeerde deze met het wapen van het gebied. Het embleem van Sierra Leone bestond destijds uit een cirkel met daarop een olifant, een oliepalmboom en bergen, met daarnaast de letters "S.L." die stonden voor de initialen van de naam van het gebied. Afgezien van de initialen was de rest van het ontwerp van het embleem identiek aan de koloniale wapens van de Goudkust, Gambia en de Kolonie Lagos. Sierra Leone kreeg zijn eigen unieke wapen in 1914 en het embleem op de Blauw vaandel werd aangepast om deze verandering te weerspiegelen.
In 1960 stelde het College of Arms een nieuwe vlag en wapen voor Sierra Leone op en keurde deze vervolgens goed, vooruitlopend op de onafhankelijkheid van de kolonie het jaar daarop. Het wapen werd als eerste ontworpen en de overheersende kleuren groen, wit en blauw werden vervolgens gebruikt bij de creatie van de vlag. De vlag werd voor het eerst gehesen om middernacht op 27 april 1961, de dag dat Sierra Leone een onafhankelijk land werd. Twee jaar later nam de regering een wet aan die het illegaal maakte om de vlag van het land te "beledigen", samen met de vlaggen van "bevriende" naties.

Vlag van Sierra Leone (1889-1916)
Vlag van de gouverneur van Sierra Leone (1889-1916)
Vlag van Sierra Leone (1916-1961)
Vlag van de gouverneur van Sierra Leone (1916-1961)
Persoonlijke vlag van koningin Elizabeth II voor Sierra Leone (1961-1971)
Vlag van de gouverneur-generaal van Sierra Leone (1961-1971)